# Hiroki Sakai
Hiroki Sakai (jap. 酒井 宏樹, Sakai Hiroki; * 12. April 1990 in Kashiwa, Präfektur Chiba) ist ein japanischer Fußballspieler.

## Karriere

### Vereine
Sakai kam am 12. April 1990 in Kashiwa in der Präfektur Chiba zur Welt. Seine Karriere begann der Rechtsverteidiger 2003 in der Jugend für Kashiwa Reysol. Im Sommer 2009 wurde er für vier Monate zu Mogi Mirim EC nach Brasilien ausgeliehen. 2010 debütierte Hiroki Sakai für die Profimannschaft des Vereins in der J. League Division 2 und erreichte den Aufstieg in die Division 1. Am Saisonende 2011/12 wurde er direkt nach dem Aufstieg sensationell Meister und wurde in dieser Spielzeit zum Rookie des Jahres gewählt. Außerdem wurde er in die J. League Best XI, der besten Mannschaft der J. League, aufgenommen. Dadurch wurden Klubs aus Europa auf ihn aufmerksam. Zur Saison 2012/13 wechselte er für ca. 1 Million Euro in die Bundesliga zu Hannover 96, wo er einen Vertrag bis 30. Juni 2016 unterschrieb. Sein erstes Bundesligator erzielte er am 3. November 2013 (11. Spieltag) bei der 2:3-Niederlage im Auswärtsspiel gegen Werder Bremen mit dem Treffer zum zwischenzeitlichen 2:2 in der 41. Minute. Vom 1. Juli 2016 bis zum 11. Juli 2021 spielte Sakai für den französischen Erstligisten Olympique Marseille. Für den Verein aus Marseille spielte er 145-mal in der ersten französischen Liga. Am 12. Juli 2021 kehrte er in seine Heimat zurück. Hier schloss er sich dem Erstligisten Urawa Red Diamonds an. Am 19. Dezember 2021 stand er mit dem Klub im Endspiel des Kaiserpokals, dass man mit 2:1 gegen Ōita Trinita gewann. 2022 gewann er mit den Urawa Red Diamonds den japanischen Supercup. Das Spiel gegen den Meister von 2021, Kawasaki Frontale, gewann man durch zwei Tore von Ataru Esaka mit 2:0. Am 4. November 2023 stand er mit den Urawa Reds im Endspiel des Ligapokals. Hier verlor man gegen den Erstligisten Avispa Fukuoka mit 2:1. Nach 69 Ligaspielen wechselte er Ende Juli 2024 nach Neuseeland. Hier schloss er sich dem Erstligisten Auckland FC an.

### Nationalmannschaft
Seit 2011 kam Hiroki Sakai in der Qualifikation für die Olympischen Sommerspiele 2012 in London zu mehreren Einsätzen für die U-22- und U-23-Nationalmannschaft Japans und debütierte am 1. Juni 2011 beim 3:1-Sieg gegen die Auswahl Australiens. Sakai bestritt 10 Spielen und erzielte zwei Tore. 2011 wurde er für die A-Nationalmannschaft nominiert, kam aber nicht zum Einsatz. Erst am 23. Mai 2012 beim 2:0-Sieg im Test-Länderspiel gegen die Auswahl Aserbaidschans kam er zu seinem ersten Einsatz für die A-Nationalmannschaft. Sein erstes Pflichtspiel folgte am 3. Juni beim 3:0-Sieg gegen die Auswahl des Oman bei der Qualifikation zur Weltmeisterschaft 2014.
2012 stand er im Kader für die Olympischen Spiele und kam in vier von sechs Spielen zum Einsatz. Im Spiel um Platz 3 unterlag die Mannschaft Südkorea mit 0:2.

## Erfolge
Kashiwa Reysol
- Japanischer Zweitligameister: 2010
- Japanischer Meister: 2011
- Japanischer Supercup-Sieger: 2012

Urawa Red Diamonds
- Japanischer Pokalsieger: 2021
- Japanischer Supercup-Sieger: 2022
- Japanischer Ligapokalfinalist: 2023

## Auszeichnungen
- J.League Best Young Player: 2011
- Berufung in die J. League Best XI, der Mannschaft des Jahres